# Сім законів нащадків Ноя

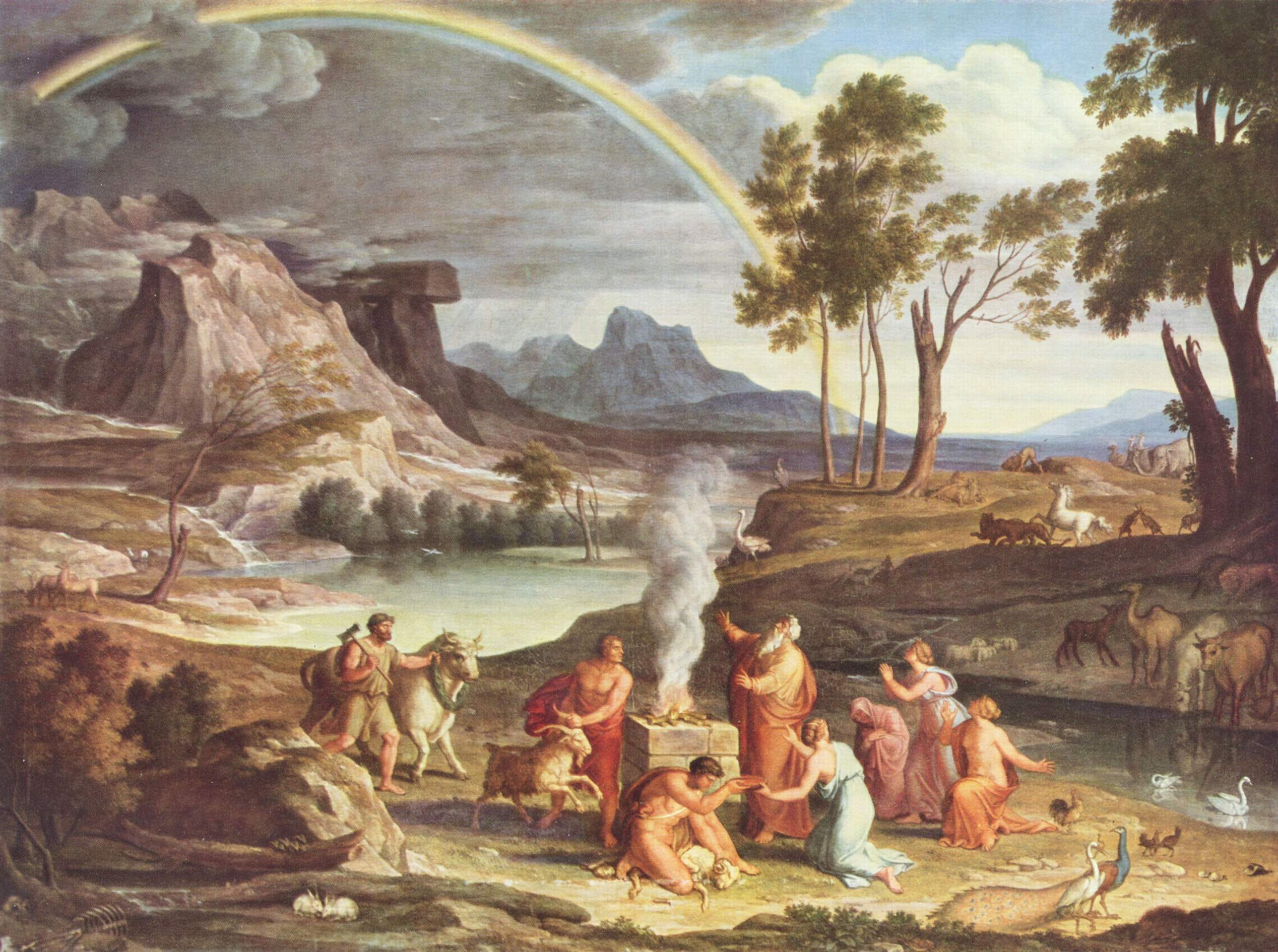
Жертва праотця Ноя (Йозеф Кох, поч. XIX ст.)

Сім зако́нів наща́дків Но́я чи Сім заповідей нащадків Ноя (івр. שֶׁבַע מִצְווֹת בְּנֵי נֹח, шева міцвот бней Hoax) або Заповіт Ноя — сім заповідей, які згідно з юдаїзмом є тим мінімумом заповідей, які дані всьому людству Всевишнім у Святому Писанні.
Ці правила не простежуються конкретно, чітко й одне за одним, але їх можна віднайти у різних місцях по всій Книзі, що й дозволило теологам виокремити ці Божі заповіти. Згідно з Талмудом Бог дав людству через праотців Адама і Ноя таких 7 законів:
1. Заборона ідолослужіння, тобто заповідь єдинобожжя, визнання існування єдиного Бога (біблійного): «Бо не будеш ти кла́нятись богові іншому, бо Господь — ревнивий ім'я Його, Бог ревнивий Він!» (Вихід 34:14); «Литих богів не зробиш собі» (Вихід 34:17).
2. Заборона богохульства: «А той, хто богозневажив Господнє Ймення, — буде конче забитий, конче укаменує його вся громада; чи приходько, чи тубілець…» (Левит 24:16).
3. Заборона вбивства чи завдання фізичної шкоди: «Хто виллє кров людську з людини, то виллята буде його кров…» (Буття 9:5); «І кожен, хто заб'є людину, — буде конче забитий» (Левит 24:17); «І кожен, коли зробить ваду своєму ближньому, — як хто зробив, так буде зроблено йому» (Левит 24:19). Проте варто пам'ятати, що жертвоприношення людини в Ім'я Бога у старозавітні часи не було забороненими — ні з боку людей, ані з боку Бога кари передбачено не було. Якщо у випадку з Авраамом Бог, що хотів перевірити його відданість, звелів принести сина в жертву, але в останній момент затримав його, то у випадку з Їфтахом (Суддів 11:29-40), який пообіцяв Богові за перемогу в бою принести в жертву того, хто першим вийде зустрічати його після битви, Їфтахову дочку таки було вбито для цілопалення (жертву зарізали, а потім спалювали). Це свідчить про те, що, незважаючи на офіційну заборону вбивства людини, в давніх юдеїв могли мати місце людські жертвоприношення — повага до людського життя.
4. Заборона розпусти: інцесту, перелю́бства, гомосексуалізму та зоофілії — повага до сім'ї та приватного життя.
5. Заборона крадіжки — повага до власності.
6. Заборона вживання у їжу плоті чи частин тварини, доки та ще жива — повага до живого.
7. Обов'язок створити справедливу судову систему — повага до закону.

Згідно з Торою, неєврей, який виконує заповіді Ноя, має статус жителя-прибульця (гер-тошав). З точки зору Маймоніда, всі народи світу мають прийняти ці заповіді і тоді кожен неєврей, який їх виконує, потрапить до царства небесного.